# پورنوگرافی هاردکور
پورنوگرافی هاردکور (به انگلیسی: Hardcore pornography) گونه‌ای از پورنوگرافی است که به پرونده‌های تصویر یا فیلم گفته می‌شود که شامل فرم‌های آشکار سکس هستند و در آن‌ها اعمال جنسی مانند سکس واژنی، آنال، مقعدلیسی، فرج‌لیسی، انزال یا فتیش دیده می‌شود. پورنوگرافی هاردکور اغلب به صورت عکس در مجلات و در اینترنت یا فیلم‌ها نمایش داده می‌شود و همچنین می‌تواند کارتون هم باشد. پورنوگرافی هاردکور از سال ۱۹۹۰ به‌طور گسترده بر روی اینترنت انتشار یافت.
این اصطلاح در نیمهٔ دوم قرن بیستم ابداع شد تا از پورنوگرافی نرم مجزا شود که ممکن است رابطهٔ جنسی شبیه‌سازی شده باشد یا دامنه و شدت نشان دادن فعالیت‌های جنسی را محدود کند.

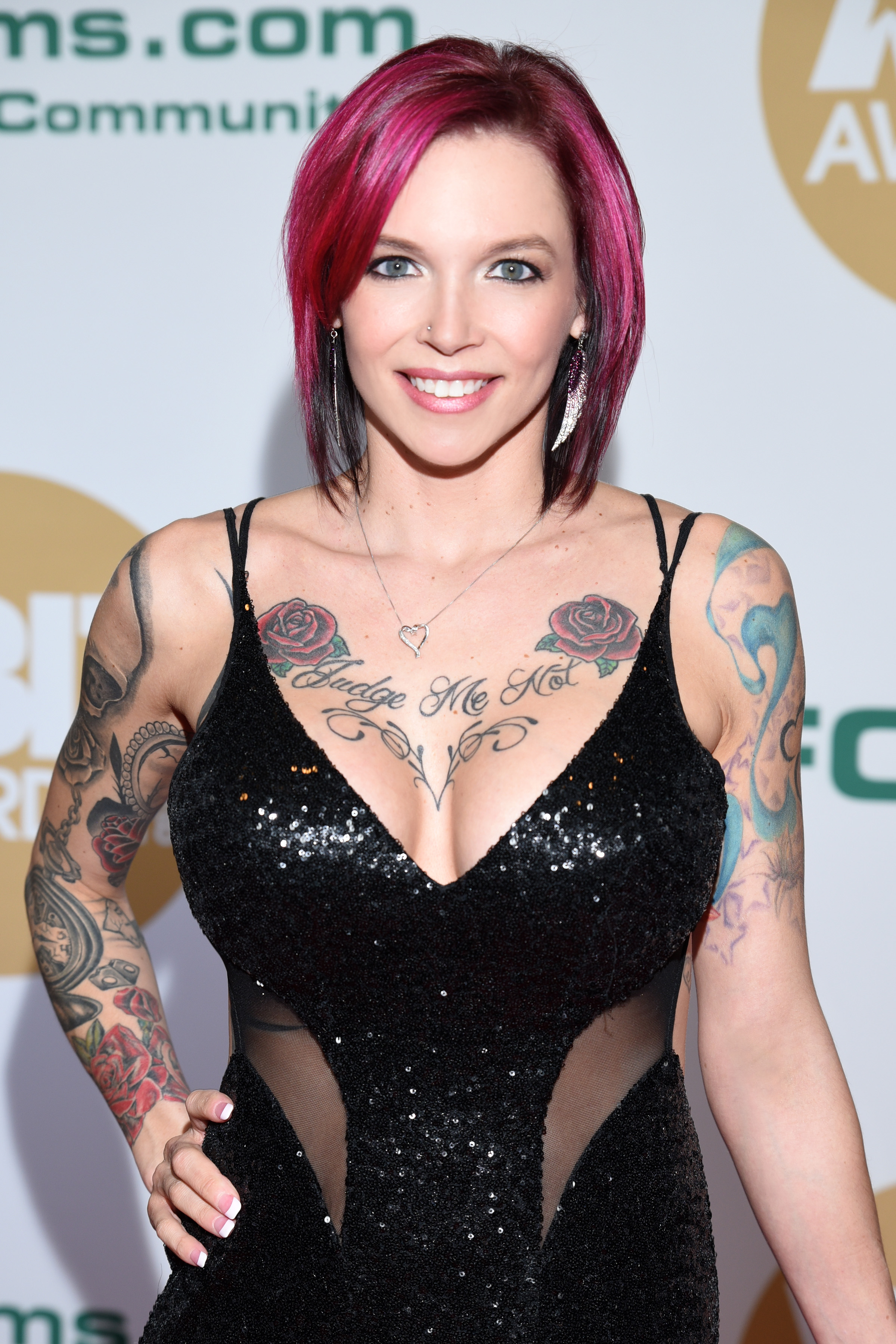
بازیگر پورن هاردکور، آنابل پیکس در جشنواره ایکس‌بیز سال ۲۰۱۸

## از منظر قوانین
انتشار پورنوگرافی‌های هاردکور تا نیمهٔ دوم قرن بیستم به‌طور گسترده ممنوع بود تا این که برخی از کشورها شروع به آزاد کردن پخش پورنوگرافی‌های سافت کور کردند. در حال حاضر عرضهٔ آن توسط یک سیستم درجه‌بندی فیلم و وارسی مستقیم پایانه فروش کنترل می‌شود که محدودیت آن شامل ممنوعیت تقاضای فروش اجاره یا دادن این نوع فیلم‌ها در قالب دی وی دی یا فایل‌های کامپیوتری و غیره به افراد زیر سن قانونی می‌شود. نمایش عمومی و نیز تبلیغات برای پورنوگرافی هاردکور نیز مثل توزیع میان افراد خردسال اغلب ممنوع می‌باشد.
اکثر کشورها به وسیلهٔ قانونی کلی یا با عدم اجرای قوانین سنگین از محدودیت انتشار تصاویر جنسی کاسته‌اند. دانمارک در سال ۱۹۶۹، اولین کشوری بود که پورنوگرافی را قانونی اعلام کرد. در ایالات متحده قانونی شمردن پورنوگرافی بر اساس قانون آزادی حق بیان از ایالتی به ایالت دیگر و نیز از شهری به شهر دیگر متفاوت است. در بریتانیا پورنوگرافی هاردکور تا سال ۲۰۰۰ ممنوع بود و بعد از آن آزاد اعلام شد. البته جنبش ضد پورنوگرافی غالباً مخالفت شدیدی در برابر قانونی شدن پورنوگرافی هاردکور از خود نشان داده است.
دسترسی عمومی به انواع پورنوگرافی در اینترنت اجرای قوانین را دشوار کرده است. به طوری که در ایران پورنوگرافی به‌طور کامل ممنوع است ولی بسیاری در اینترنت به آن دسترسی دارند.

## تأثیر بر جامعه

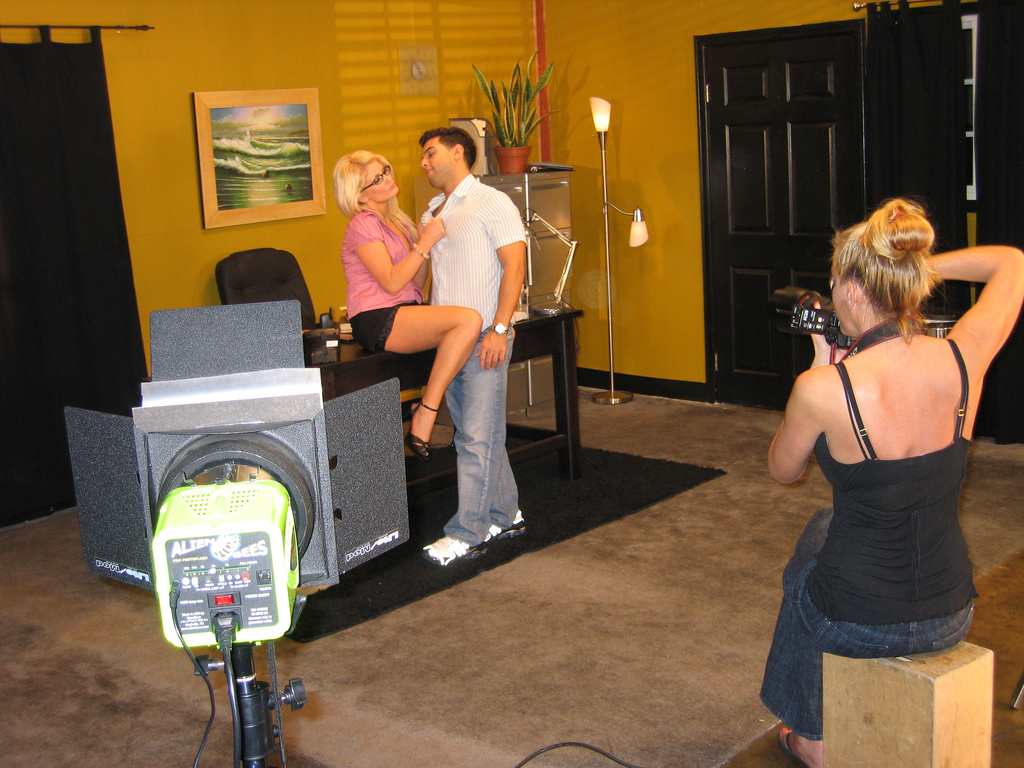
پشت صحنهٔ فیلم‌برداری یک پورنوگرافی هاردکور

از پورنوگرافی همواره به عنوان یکی از عوامل شیوع قاچاق جنسی، خشونت جنسی، تجاوز جنسی و کودک آزاری یاد می‌کنند. بر اساس تحقیقات عامل رواج نفرت علیه زنان، خشونت خانگی و بی‌احترامی است.

## هاردکور در بریتانیا
روزنامهٔ ایندیپندنت در سال ۲۰۰۶ گزارش داد که طبق یافته‌های سازمان نیلسن نتریتینگز (به انگلیسی: Nielsen NetRatings) بیش از ۹ میلیون نفر مرد بریتانیایی از قابلیت دسترسی به پورن در اینترنت استفاده می‌کنند. همچنین این مطالعه نشان داد که استفاده از سایت‌های پورنوگرافی در زنان، ۳۳ درصد افزایش داشته؛ یعنی تعداد آن‌ها از ۱٫۰۵ میلیون به ۱٫۳۸ میلیون افزایش یافته است. مطالعه‌ای در سال ۲۰۰۳ نشان داد که حدود یک سوم از کاربران اینترنتی در بریتانیا، وارد سایت‌های هاردکور می‌شوند.

## هاردکور در ایالات متحده
در یک مطالعه در سال ۲۰۰۳ توسط اریک شلاسر، تخمین زده شد که درآمد حاصل از پورن هاردکور، با گیشهٔ هالیوود در این کشور برابری می‌کند. براساس این مطالعه، فیلم‌های پورنوی هاردکور، سایت‌های اینترنتی و غیره ۱۰ میلیارد دلار ایالات متحده پولسازی کرده‌اند؛ که حدوداً برابر با درآمد گیشه‌های آمریکاست.